# Anna Sewell
Anna Sewell (30 de març de 1820 - 25 d'abril de 1878) va ser una novel·lista anglesa. És coneguda com l'autora de la novel·la de 1877 Black Beauty, la seva única obra publicada, que ha estat una de les deu novel·les infantils més venudes, tot i que l'autora va destinar l'obra a un públic adult. Sewell va morir només cinc mesos després de la publicació de Black Beauty, després d'haver viscut prou per a veure que la seva única novel·la es convertís en un èxit.

## Biografia

### Primers anys de vida
Sewell va néixer el 30 de març de 1820 a Great Yarmouth, Norfolk, en una família devota quàquer. El seu pare era Isaac Phillip Sewell (1793–1879), i la seva mare, Mary Wright Sewell (1798–1884), va ser una autora d'èxit de llibres infantils. Tenia un germà, un germà petit que es deia Felip. Els nens van ser educats en gran part a casa per la seva mare a causa de la manca de diners per a l'escola.
El 1822, el negoci d'Isaac, una petita botiga, va fracassar i la família es va traslladar a Dalston, Londres. La vida era difícil per a la família, i Isaac i Mary sovint enviaven Philip i Anna a quedar-se amb els pares de Mary a Buxton, Norfolk.
El 1832, quan tenia dotze anys, la família es va traslladar a Stoke Newington i Sewell va assistir a l'escola per primera vegada. A catorze anys, Sewell va relliscar i es va ferir greument els turmells. Durant la resta de la seva vida, no va poder mantenir-se sense crosses ni caminar durant cap temps. Per a una major mobilitat, utilitzava sovint carruatges tirats per cavalls, cosa que va contribuir al seu amor pels cavalls i la seva preocupació pel tracte humà dels animals.

### Vida adulta
El 1836, el pare de Sewell va començar a treballar a Brighton, amb l'esperança que el clima allà ajudés a curar-la. Aproximadament al mateix temps, tant Sewell com la seva mare van abandonar la Societat d'Amics per unir-se a l'Església d'Anglaterra, encara que ambdues van romandre actives en els cercles evangèlics. La seva mare va expressar la seva fe religiosa de manera més notable en escriure una sèrie de llibres evangèlics per a nens, que Sewell va ajudar a editar, tot i que tots els Sewell i la família de Mary Sewell, els Wright, es van dedicar a moltes altres bones obres. Sewell va ajudar la seva mare, per exemple, a establir un club de treballadors, i va treballar amb ella en campanyes de temprança i abolicionisme.
El 1845, la família es va traslladar a Lancing, i la salut de Sewell va començar a deteriorar-se. Va viatjar a Europa l'any següent per buscar tractament. Al seu retorn, la família va continuar traslladant-se a Abson, prop de Wick, el 1858, i a Bath, el 1864.
El 1866, l'esposa de Philip va morir, deixant-lo amb set fills petits per cuidar, i l'any següent els Sewell es van traslladar a Old Catton, un poble fora de la ciutat de Norwich a Norfolk, per donar-li suport.

### Bellesa Negra
Mentre vivia a Old Catton, Sewell va escriure el manuscrit de Black Beauty (Bellesa Negra), durant el període entre 1871 i 1877. Durant aquest temps la seva salut anava declivi; sovint era tan feble que estava tancada al seu llit. Escriure era un repte. Va dictar el text a la seva mare i a partir de 1876 va començar a escriure en paperets que la seva mare va transcriure després.
Es considera que el llibre és una de les primeres novel·les angleses escrites des de la perspectiva d'un animal no humà, en aquest cas un cavall. Encara que ara es considera un clàssic infantil, Sewell el va escriure originalment per a aquells que treballaven amb cavalls. Va dir que "un objectiu especial era induir amabilitat, simpatia i un tracte comprensiu amb els cavalls". En molts aspectes, el llibre es pot llegir com una guia per a la cria de cavalls, la gestió estable i les pràctiques humanes d'entrenament dels poltres. Es considera que va tenir un efecte en la reducció de la crueltat cap als cavalls; per exemple, l'ús de regnes de suport, especialment doloroses per a un cavall, era una de les pràctiques destacades a la novel·la. En els anys posteriors a la publicació del llibre, finalment es van deixar d'utilitzar.
Sewell va vendre la novel·la a l'editor de Norwich Jarrolds el 24 de novembre de 1877, quan tenia 57 anys. Va rebre un sol pagament de 40 £ (3.456 £ o 4.630 dòlars el 2017) i el llibre es va publicar el mateix any.

### Mort
Després de la publicació de la seva única novel·la, Black Beauty, Sewell va caure greument malalta. Va patir un dolor extrem i va estar completament postrada durant els mesos següents, i va morir el 25 d'abril de 1878, a 58 anys d'hepatitis o tuberculosi, només cinc mesos després de la publicació de Black Beauty. Va ser enterrada el 30 d'abril de 1878 al cementeri Quaker a Lamas prop de Buxton, Norfolk, no gaire lluny de Norwich.

## Memorials i monuments

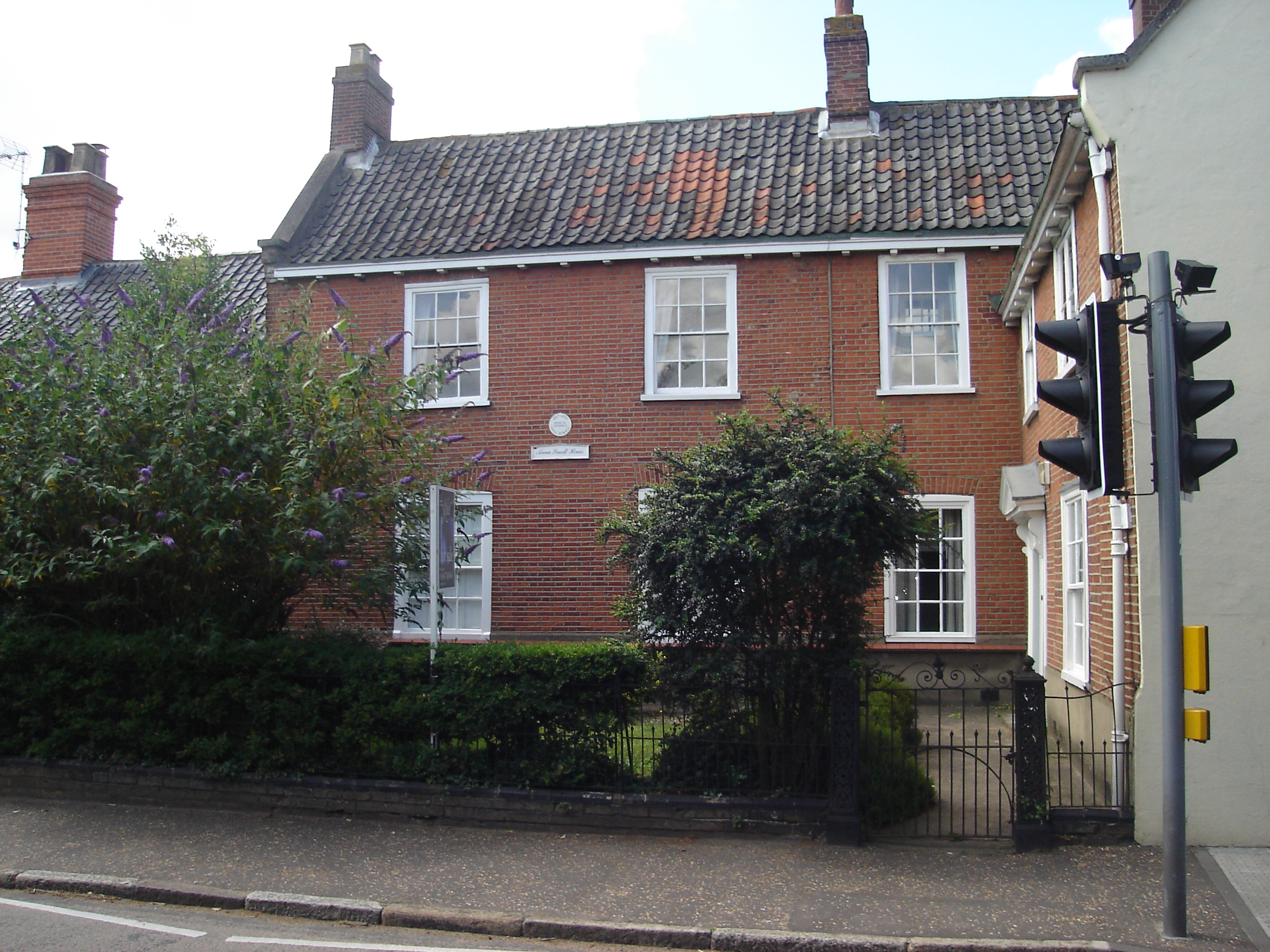
La casa d'Anna Sewell a Old Catton

El lloc de naixement de Sewell a Church Plain, Great Yarmouth ha estat la llar d'un museu i una botiga de te i actualment està llogat per Redwings Horse Sanctuary. La casa d'Old Catton on va escriure Black Beauty es coneix ara com Anna Sewell House.
Hi ha una font commemorativa d'Anna Sewell i un abeurador de cavalls fora de la biblioteca pública d'Ansonia, Connecticut, als Estats Units d'Amèrica. Va ser donat per Caroline Phelps Stokes, una filantropa coneguda pel seu treball de suport al benestar animal, el 1892.
Una font commemorativa de Sewell es troba a la cruïlla de Constitution Hill i St. Clement's Hill a Norwich, que també marca l'entrada al parc Sewell. La font va ser col·locada el 1917 per la neboda de Sewell, Ada Sewell.
L'1 de setembre de 1984, el cementiri de Lamas va ser arrasat pels contractistes sota la direcció de la senyora Wendy Forsey sense cap avís previ. Es van retirar làpides, sepultures i xiprers i es van abocar a la vora del cementeri. L'acte va ser condemnat pels locals i pel president del Consell, John Perkins, que va dir: "Sé que la terra pertany a una persona privada, però gairebé diria que va ser tan dolent com el vandalisme, enderrocar les làpides de qualsevol quàquer, sigui Anna Sewell o no, crec que és menyspreable". Les làpides de l'Anna, dels seus pares i dels avis materns es van col·locar posteriorment en un mur de sílex i maó fora de l'antiga casa de reunions Lammas Quaker.
El 2020, un carrer de Chichester, West Sussex, va ser nomenat en honor de Sewell a la finca de Keepers Green.